# Ján Cikker

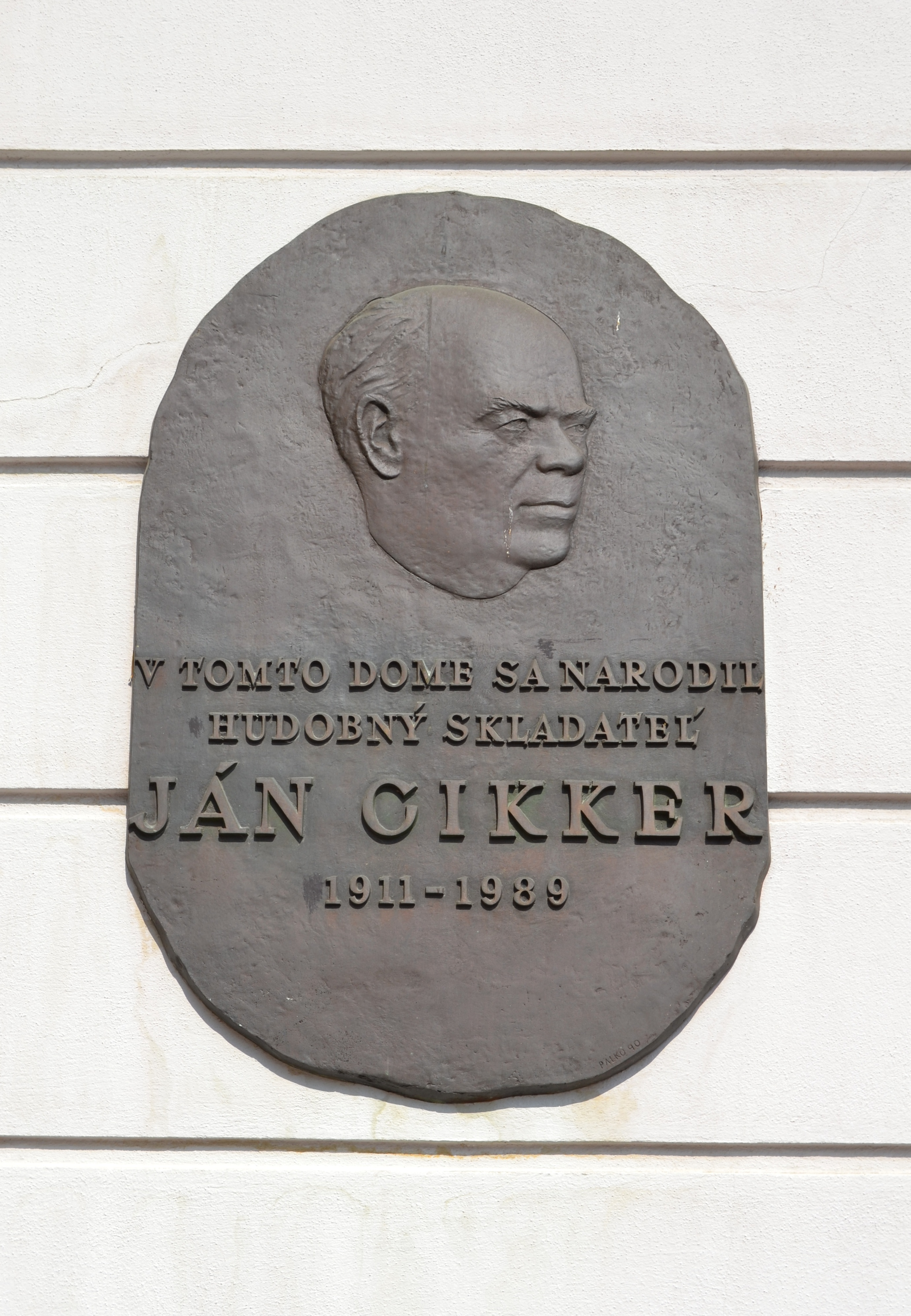
Gedenktafel an Cikkers Geburtshaus in Banská Bystrica

Ján Cikker (* 29. Juli 1911 in Banská Bystrica; † 21. Dezember 1989 in Bratislava) war ein slowakischer Komponist.

## Leben
Cikker studierte in Prag bei Jaroslav Křička und Vítězslav Novák und in Wien bei Felix von Weingartner. Von 1939 bis 1949 unterrichtete er Theorie und Komposition am Konservatorium und seit 1951 Komposition an der Hochschule für musische Künste Bratislava (VŠMU). 1978 wurde er Korrespondierendes Mitglied der Akademie der Künste der Deutschen Demokratischen Republik.
Er komponierte mehrere Opern und Ballette, eine Sinfonie, sinfonische Dichtungen und weitere Orchesterstücke, kammermusikalische Werke, Klavierstücke, Lieder sowie Volksliedbearbeitungen.
Nach seinem Tode gründete seine Witwe Katarína Cikkerova die Ján-Cikker-Stiftung, die 2004 im ehemaligen Wohnhaus des Komponisten in Bratislava, einem Gebäude nach Entwürfen der Architekten Eugen Kramár und Štefan Lukačovič, das Ján-Cikker-Museum einrichtete.

## Werke
- Cantus filiorum, Kantate
- Symfonický prolog, 1934
- Capriccio pre orchester, 1936
- O mamičke, Liederzyklus, 1940
- Concertino pre klavir a orchester, 1942
- Slovenská suita, 1943
- Vojak a matka, sinfonische Dichtung, 1943
- Selanka (Idylle), Ballettmusik, 1944
- Ráno, sinfonische Dichtung, 1946
- Spomienky für Orchester, 1947
- Juro Jánošik, Oper, 1950–1953
- Beg Bajazid (Fürst Bajazid nach Ján Smrek), Oper, 1955–1956
- Dramaticka fantazia pre symfonický orchester, 1957
- Mister Scrooge (nach Charles Dickens’ A Christmas Carol), Oper, 1958–1959
- Vzkriesenie (Auferstehung nach Lew Tolstoi Vozkresenie), Oper, 1959–1961
- Meditácia podľa témy H.Schutza, 1964
- Hra o láske a smrti (Das Spiel von Liebe und Tod nach Romain Rolland), Oper, 1966–1968
- Meteor (von Ján Cikker und Peter Karvaš), Oper, 1966, unvollendet
- Coriolanus (nach William Shakespeare), Oper, 1970–1972
- Epitaf (o starom hrobe), Ouvertüre, 1973
- Symfonia 1945, 1974
- Rozsudok (Das Verdikt nach Heinrich von Kleists Das Erdbeben in Chili), Oper, 1976–1978
- Obliehanie Bystrice (Die Belagerung von Bystrica nach Kálmán Mikszáth), Oper, 1979–1981
- Zo života hmyzu (Aus dem Leben der Insekten; nach Karel und Josef Čapek), Oper, 1983–1986
- Antigóna (nach Sophokles), Oper, 1987–1989